# 守江湾

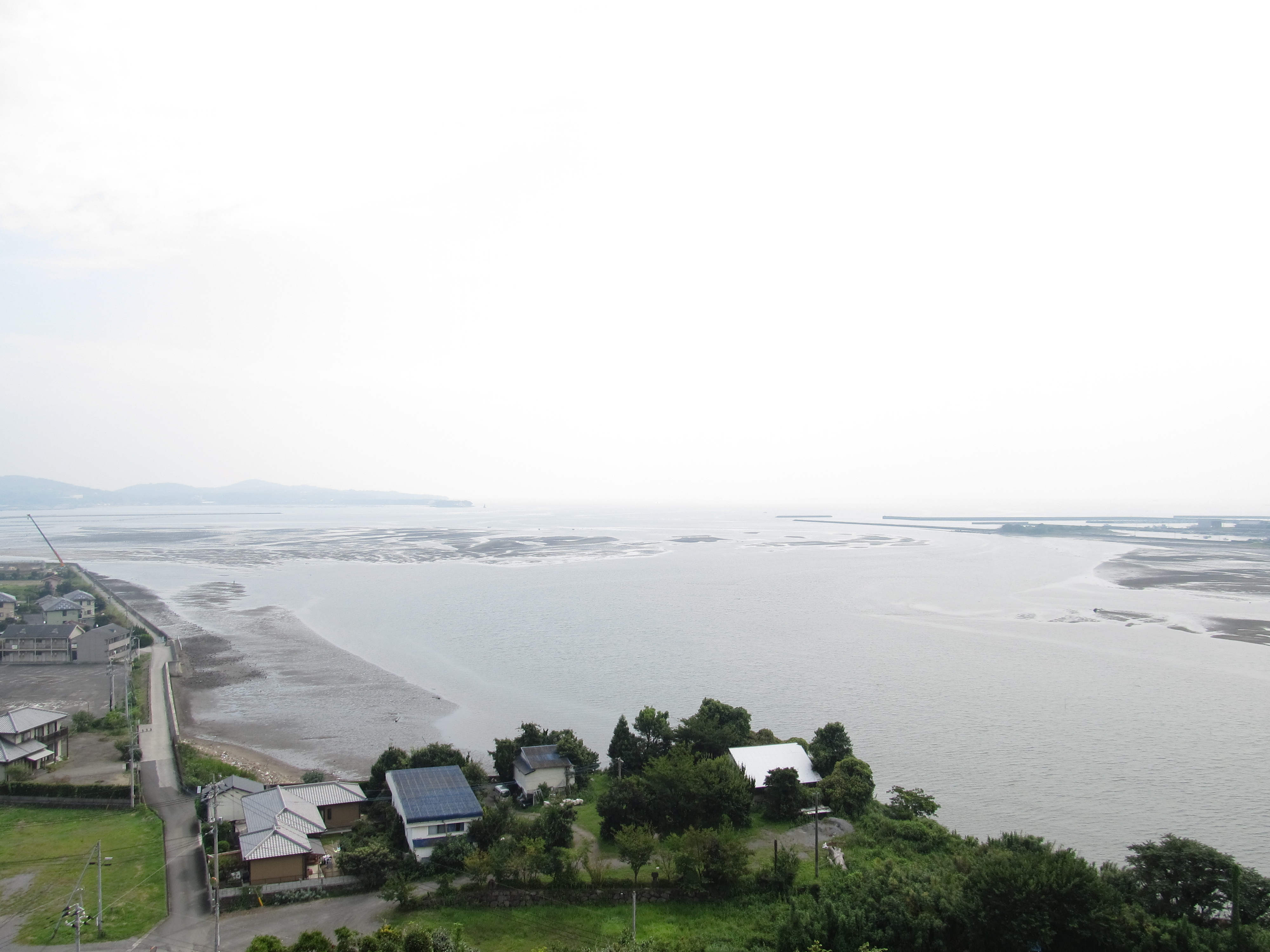
杵築城跡から見た守江湾（八坂川河口）

守江湾（もりえわん）は、大分県杵築市にある湾。

## 概要
守江湾は、国東半島南部、別府湾の北東部に位置する。北部には守江港があり、西側には八坂川、高山川が注いでいる。両川の河口付近には市街地が形成され、八坂川河口の台地には杵築城の天守がそびえる。湾の東側には住吉浜の砂嘴が突き出す。守江湾を出てさらに東の臼石鼻を超えると、海域は伊予灘となり、白砂青松の狩宿海岸、奈多海岸が続く。
湾内には、干潮時には東西約1.5;m、南北約2kmに及ぶ広大な干潟が発達しており、生きている化石といわれるカブトガニをはじめ、アオギスなどの希少な動植物が生息する。また、鳥類の渡りの経由地及び越冬地となっており、ダイゼン、メダイチドリ、ハマシギが観察されるほか、環境省のレッドデータブックに掲載されているコシャクシギ、アカアシシギ、ホウロクシギが記録されている。八坂川河口付近は、「守江湾（八坂川河口）」として日本の重要湿地500に指定されている。
守江港西側の灘手海岸（なだてかいがん）や、杵築城の城下付近などは、アサリなどの潮干狩りで有名である。